# Luch 1
O Luch 1 (também conhecido por Gelios 11L) foi um satélite de comunicação geoestacionário russo construído pela NPO Prikladnoi Mekhaniki (NPO PM). Ele esteve localizado na posição orbital de 95 graus de longitude leste. O satélite foi baseado na plataforma KAUR-4. O mesmo saiu de serviço em outubro de 1998.

## Lançamento
O satélite foi lançado com sucesso ao espaço no dia 16 de dezembro de 1994, por meio de um veículo Proton-K/Blok-DM-2 a partir do Cosmódromo de Baikonur, no Cazaquistão. Ele tinha uma massa de lançamento de 2600 kg.